# Relações entre Estados Unidos e Kuwait
As relações entre Estados Unidos e Kuwait são as relações diplomáticas estabelecidas entre os Estados Unidos da América e o Estado do Kuwait. Os Estados Unidos estabeleceram relações diplomáticas com o Kuwait em 1961, após a sua plena independência do Reino Unido. Os dois países compartilham uma longa história de amizade e cooperação, enraizada em valores partilhados, tradições democráticas e instituições.
Os Estados Unidos apóiam a soberania, a segurança e a independência do Kuwait, bem como os seus esforços diplomáticos multilaterais para a construção de uma maior cooperação entre os países do Conselho de Cooperação do Golfo. O Kuwait é um aliado importante da OTAN.
Em 1990, o Iraque governado por Saddam Hussein invadiu o Kuwait. As forças militares dos Estados Unidos e uma coalizão multinacional expulsaram o Iraque, em 1991. A partir de 2003, o Kuwait forneceu a plataforma principal para as operações norte-americanas e da coalizão no Iraque. O Kuwait desempenhou um papel fundamental no sentido de facilitar a retirada das tropas de combate dos Estados Unidos e equipamentos associados do Iraque, que concluiu em 2011. O Kuwait é um parceiro importante nos esforços de contraterrorismo dos Estados Unidos, prestando assistência militar, diplomática e na área de inteligência, e também apoiando os esforços para bloquear o financiamento de grupos terroristas.